# Amakusanthura gorgona
Amakusanthura gorgona là một loài chân đều trong họ Anthuridae. Loài này được Bamber miêu tả khoa học năm 2008.